# Norma (Bellini)
Norma és una òpera en dos actes de Vincenzo Bellini, amb llibret de Felice Romani, basat en una tragèdia d'Alexandre Soumet. Fou estrenada al Teatre de La Scala de Milà el 26 de desembre de 1831. A Catalunya s'estrenà al Teatre de la Santa Creu de Barcelona el 1835; al Gran Teatre del Liceu no va fer-se fins al 16 d'octubre de 1847, mig any després d'haver-se inaugurat, i va ser la tercera òpera d'estrenar-s'hi.
És una òpera de bel canto, el personatge protagonista de la qual, Norma, es considera com un dels més difícils del repertori de soprano. Al segle xx poques cantants el van poder interpretar amb èxit. Destaquen, tanmateix, les interpretacions de Rosa Ponselle, als anys 20, Joan Sutherland i Maria Callas als anys 50 i 60. Al final del segle es va imposar la interpretació de Montserrat Caballé.
No sols és l'obra mestra i més coneguda de Bellini, sinó la més universal i la que millor aguanta el pas dels anys. L'enlluernadora ària casta diva és una de la grans peces del bel canto, i una dura prova per a qualsevol soprano que es preï.

## Origen i context
Després de La sonnambula, Bellini canvia de registre i passa a la tragèdia. Norma posa de manifest l'excepcional dot teatral del compositor per a explorar les profunditats del drama romàntic. La figura de Norma ocupa un lloc destacat entre els grans personatges femenins de la història de l'òpera. Els antecedents de l'heroïna belliniana els trobem en les òperes Médée (1797) de Cherubini i en La Vestale (1807) de Spontini; la primera desenvolupa el tema de l'infanticidi com a venjança i la segona el de la sacerdotessa que trenca els vots.
En el llibret Felice Romani va introduir profundes modificacions en la tragèdia de Soumet. En aquesta, Norma donava mort als seus fills. Els models de Soumet van ser les figures mitològiques de Niobe i Medea, així com Lady Macbeth de Shakespeare i la sacerdotessa dels druides Velléda, del poema èpic de Chateaubriand Les martyrs ou Le triomphe de la religion chrétienne. Romani va enriquir aquest món femení, ben complex en ell mateix, en dos aspectes importants: l'amor de la protagonista cap a Pollione i els seus fills. Norma és una dona de sentiments profunds i contradictoris: summa sacerdotessa i mare, amant abandonada i rival venjativa, tot en una mateixa persona. El seu tràgic final és conseqüència inevitable dels seus conflictes emocionals i de la incompatibilitat entre vot religiós, deure envers el seu poble i amor no correspost. La seva mort no és un càstig que s'imposi a si mateixa sinó una solució catàrtica als seus conflictes interns.
Musicalment, Norma es caracteritza per les seves melodies llargues, dramàtiques, molt ornamentals i intensament emocionals. Casta diva és potser l'ària de soprano més coneguda de tota la història de la música. En el passat segle, Maria Callas va meravellar interpretant la summa sacerdotessa dels druides.
L'òpera té també una lectura política, ja que el gran sacerdot Oroveso, que espera el senyal diví per a la revolta contra els romans, és un predecessor dels profetes, conqueridors i alliberadors de Verdi en la dècada del Risorgimiento. Els cors de l'òpera tampoc són purament decoratius, sinó que retraten un poble que reivindica la llibertat en la Itàlia de la dècada de 1830. D'altra banda, l'interès del compositor no només se centrava en qüestions purament polítiques, sinó en l'expressió d'un anhel de llibertat, tant individual com col·lectiu, així com una vida exempta de prohibicions i reglaments, amb tots els perills i tribulacions que això comporta.

### Context històric i social
Bellini va compondre Norma l'any 1831. El segle xix va ser un segle d'importants canvis i va constituir el començament de lʼEdat Contemporània. Denominat per Eric Hobsbawn com “l'era de la revolució”, les principals característiques del període es troben en els processos revolucionaris produïts en la política, l'economia, la ciència i la filosofia, entre els quals sobresurten les revolucions burgeses. Cal destacar com a successos i processos destacats la Revolució Francesa, la fi de les monarquies absolutes, l'ascens de Napoleó Bonaparte al poder (cap al 1804) i la seva posterior abdicació (1814), el sorgiment de les fortes ideologies d'esquerres i de dretes, la Revolució Industrial, l'imperialisme, el moviment obrer, el sufragi universal, l'emancipació de lʼAmèrica Llatina, les avantguardes en l'art i nombrosos invents i descobriments.

## Representacions

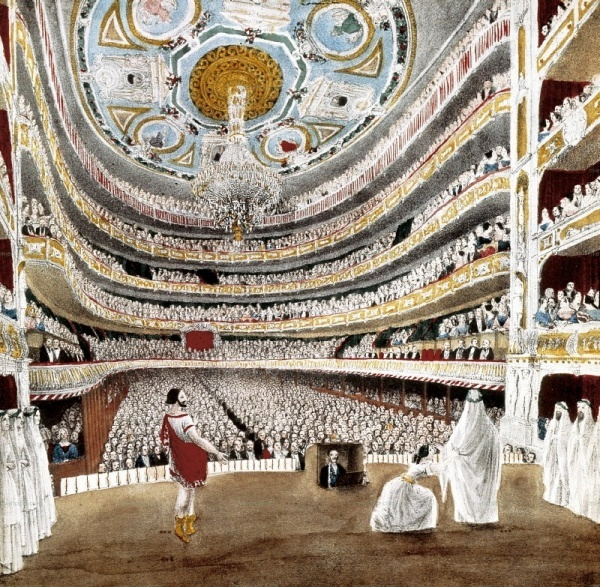
Interpretació de Norma al Gran Teatre del Liceu l'octubre de 1847

Norma es va estrenar el 26 de desembre de 1831 en el Teatre alla Scala de Milà. Van ser els seus primers intèrprets: Giuditta Pasta, Domenico Donzelli, Giulia Grisi, Vincenzo Negrini.

## Argument i personatges

### Personatges
- Norma: Gran sacerdotessa druida (soprano dramàtica)
- Adalgisa: sacerdotessa (soprano dramàtica o mezzosoprano)
- Clotilde: confident de Norma (mezzosoprano o soprano)
- Pollione: procònsul de Roma (tenor líric-lleuger)
- Oroveso: pare de Norme i cap dels druides (baix)
- Flavio: centurió amic de Pollione (tenor)
- Dos nens o nenes fills de Norma (muts)
- Cor
- Altres (soldats, servents, sacerdots…)

### Lloc on transcorre l'acció
Bosc sagrat dʼIrminsul (a la Gàl·lia)

### Època
Cap a l'any 50 aC (ocupació romana)

### Resum
Norma és una sacerdotessa que, malgrat el vot de castedat, manté un idil·li amb el governador romà Pollione. Norma prova d'impedir la rebel·lió contra Roma, confiant que arribi la pau i el retorn de l'estimat als seus braços. Pollione, però, s'enamorarà d'Adalgisa, una altra sacerdotessa druida. Norma, desenganyada, convenç els druides perquè ataquin Roma. Pollione viola el temple per raptar Adalgisa. El duen pres i Norma li proposa una alternativa: morir a la foguera o anar-se'n de la Gàl·lia sense Adalgisa, la qual morirà com a sacerdotessa renegada. Pollione no accepta l'oferta, demana clemència per a la seva estimada i que sigui ell l'executat. En veure que Pollione és lleial a Adalgisa, Norma es fa còmplice de la traïció i explica als druides que ella mateixa és la sacerdotessa deslleial. Pollione, penedit pel seu comportament i admirat pel valor i l'amor de Norma, prenent-li la mà, avança cap a la pira.

## Casta Diva
Casta Diva,
Casta Diva, che inargenti
Queste sacre queste sacre, queste sacre antiche piante A noi volgi il bel sembiante;
A noi volgi,
a noi volgi il bel sembiante,
il bel sembiante
Senza nube e senza vel!
(Cor)
Senza nube e senza vel! si,
Senza nube e senza vel!
Tempra, o Diva
Tempra tu de' cori ardenti!
Tempra ancor lo zelo andace!
Spargi in terra, spargi in terra quella pace,
Che regnar, regnar tu fai, tu fai nel Ciel, tu fai nel Ciel.
És una cavatina (ària en l’òpera italiana on el personatge es presenta a escena, altrament dita aria di sortita. El que hom espera d'una cavatina és una escriptura vocal exigent perquè permeti al cantant mostrar les seves habilitats i així presentar-se al públic de la millor manera) que apareix al primer acte de l'obra. Es tracta d'una pregària que la sacerdotessa gàl·lica eleva a la lluna. Aquesta ària se succeeix immediatament després de l'entrada de la sacerdotessa al primer acte, quan talla una branca de vesc com a ofrena estenent els braços cap al cel. És una de les obres més famoses de Bellini i s'ha utilitzat en un gran nombre de pel·lícules.
| "Casta Diva"              |
|                           |
| Claudia Muzio, circa 1936 |
|                           |

Com era costum en Bellini, dona importància a les melodies elegants traçades amb naturalitat i que es mouen en intervals petits, així com un tractament harmònic i líric que li atribueix l'encís emocional romàntic que li era propi.
A poc a poc, s'allunyà de la coloratura rossiniana en favor d'un estil de bel canto en el qual el virtuosisme vocal s'integrava des del punt de vista temàtic.
Un dels aspectes més destacats del llenguatge bellinià va ser la seva exquisida i lírica melodia: frases molt llargues, que descriuen una corba encisadora, construïdes a partir de petites unitats que es van repetint. Un dels millors exemples de la història de l'òpera és aquest mateix fragment, Casta Diva, amb l'acompanyament coral en segon terme, l'aparició de nous elements a la part reexpositiva i un punt culminant cap al final. Les melodies solien ser isorítmiques, amb patrons simples que es repetien.
Ús de contrastos dinàmics, caràcter lent, pulsació regular, àmbit ample de la veu, construcció harmònica de les línies melòdiques i textura homofònica són alguns altres trets característics d'aquesta ària.

### Relació música / text
Les dues estrofes estan formades per un quartet de versos octosíl·labs, similar a un romanç. Els primers deu compassos de la melodia els fa una flauta, duplicada per un oboè al final. Entre les dues estrofes hi ha una secció intermèdia, on el cor repeteix el versos de Norma en una melodia sil·làbica que fa de base sota la veu de la soprano (la qual segueix cantant unes ornamentacions de gran dificultat tècnica sobre el cor).
La segona estrofa és idèntica a la primera excepte que, en els versos finals, la melodia (acompanyada dels acords del cor) acaba amb una cadència vocal cromàtica que porta la veu de la soprano a un la 4 (compàs 69) que a vegades és substituït per una cadència autèntica, per acabar just en aquell moment amb la tònica, un fa, ja que la coda final és dʼuna gran dificultat tècnica.